# 밀가루 전쟁
밀가루 전쟁(Guerre des farines)은 1775년 4월부터 5월까지 프랑스 북부, 동부, 서부 지역에서 발생한 폭동의 물결을 가리킨다. 이는 곡물 가격, 그리고 그에 따른 빵 가격의 인상에 뒤이어 발생했는데, 빵은 대중에게 중요한 식량원이었다. 폭동의 원인으로는 악천후와 흉작, 그리고 1773년부터 1774년까지 경찰이 왕실 창고에서 공공 곡물 공급을 막은 것이 포함된다. 이 대규모 반란은 루이 16세의 재정총감인 안 로베르 자크 튀르고가 (공급이 회복되기 전에) 밀 가격 통제를 부과하고 군대를 배치하면서 진정되었다.
밀가루 전쟁은 구체제 기간 동안 더 광범위한 사회적, 정치적 위기의 일부였다. 최근 분석에서는 이 사건을 단순히 기아로 인한 반란뿐만 아니라 프랑스 혁명의 전조로 보는 경향이 있다.

## 원인
구체제 프랑스에서 빵은 가난한 농민들의 주된 식량원이었으며, 왕은 신하들의 식량 공급을 보장해야 했고, "왕국의 첫 번째 제빵사"라는 애칭으로 불렸다. 식량 부족과 기근은 현대 농업 혁명이 일어나기 전까지 늘 존재했던 문제였고, 18세기 프랑스도 예외는 아니었다. 이 시기에 왕실 경찰의 역할은 단순히 법을 수호하는 것 이상이었다. 경찰은 거리 청소까지 포함하여 사회의 많은 시스템에 대한 책임이 있었고, 식량 공급에 대해서도 엄격한 통제를 행사했다. 사회 질서를 유지하기 위해 곡물 거래는 빵의 품질과 항상 모든 인구가 이용할 수 있도록 엄격한 규칙을 따랐다. 곡물 상인들은 의심의 눈초리를 받았는데, 그들은 밀가루를 다른 제품(백악이나 으깬 뼈 등)과 섞거나 이 필수품의 가격을 인위적으로 올리기 위해 곡물을 사재기하는 것으로 의심받았기 때문에 "인민의 가장 잔인한 적"이라고 불렸다. 구체제는 엄격한 규제로 탐욕이 완화되는 "도덕 경제"를 선호했다. 경찰은 밀가루의 순도를 통제하고 누구도 가격을 올리기 위해 곡물을 숨기지 않도록 했다. 사재기를 완화하기 위해 곡물 경찰은 흉작을 겪는 지역의 수출을 금지하고 과잉 생산 지역에서 곡물을 수입했다. 또한 상인에게 밀가루 가격을 덤핑하도록 강제할 수도 있었다(그는 나중에 풍작 시기에 손실을 보상받았다).
계몽시대 동안, 중농주의 경제 사상 학파가 등장했다. 중농주의자들, 또는 그들 스스로를 경제학자들이라 칭했던 이들은 폭동 이전에 재정총감이 될 튀르고에게 큰 영향을 미쳤다. 정부 경제 정책에 대한 그들의 견해는 뱅상 드 구르네가 주장한 "내버려 두고 지나가게 하라"(laissez faire, laissez passer), 즉 "보이지 않는 손" 개념으로 요약되었다. 튀르고는 자신의 저서 Éloge de Gournay에서 구르네의 자유방임주의 경제 원칙에 대한 믿음을 열정적으로 옹호했다. 이에 따라 튀르고는 경찰 규제를 폐지하고 1774년 9월 13일 곡물 자유 무역을 확립했다.
1775년 봄 수확기 이전 기간 동안, 곡물 비축량은 소진되었고 새로운 작물은 아직 도착하지 않았다. 1775년 봄, 기근이 발생했다: 튀르고의 칙령 이전에는 각 지역이 자체적인 부족을 겪었으므로, 일부는 진정한 기근을 겪는 반면 다른 일부는 완전히 영향을 받지 않고 국가가 보장하는 안정적인 가격으로 공급되었을 것이다. 왕실 개입이 요청되었고, 의심할 여지 없이 가장 큰 영향을 받은 지역의 공급을 보장하기 위해 승인되어, 기근의 가장 심각한 영향을 완화했을 것이다. 그러나 자유화와 함께 곡물 소유자들은 곡물을 저장하여 투기하기 시작했고, 시장을 장악하려는 영리한 사업 수완을 발휘하며, 이윤이 더 클 수 있는 흉작 지역에 판매하기 위해 풍작 지역에서 대량으로 구매하는 경향이 있어, 지역적인 식량 혼란에 그치지 않고 전국적으로 상당한 가격 인상과 부족을 야기했다 (풍작 지역에서도 곡물이 줄어들어 가격이 상승했다). 결과적으로 1775년 초의 식량 부족은 더 많은 사람들에게 더 빠르게 영향을 미쳤고, 왕은 여러 작은 지역적 혼란이 아니라 국가적 위기에 직면했다. 이 갈등은 "1775년 밀가루 전쟁"으로 알려졌다. 곡물 흐름을 통제하는 사람들의 보고에 따르면 곡물 수확에 문제가 있어 부족과 곡물 가용성 감소를 초래했다고 한다. 곡물 부족 소식은 회의론에 부딪혔고, 많은 사람들이 감당할 수 없는 높은 가격으로 인해 불만이 커졌다. 개혁에 반대하는 사람들은 폭동을 일으켜 선적된 곡물을 압수했다. 그들은 자신들이 생각하는 "정당한 가격"을 제시했다. 이는 사람들이 일부 권력을 스스로 되찾는 방식을 보여주었다. 이 관행은 대중적 조세(taxation populaire)로 알려졌다.
해외로부터의 선적 증가와 같은 곡물 부족 문제에 대처하려는 문서화된 노력이 있었지만, 기근이 루이 16세에 의해 기근 협약을 통해 의도적으로 조직되었다는 믿음이 나타났다. 튀르고는 폭동을 진압하고 곡물 시장에 대한 통제를 복원했다. 곡물 자유 무역의 아이디어는 불신을 샀고, 경제 실험은 대중을 베르사유의 정부로부터 멀어지게 했다. 밀가루 전쟁은 프랑스 혁명의 전조로 볼 수 있다.
이 사건들은 1774년 9월 13일 곡물 상업을 자유화한 튀르고의 칙령에 대한 반발로 해석될 수 있다. 실제로 이 자유화는 일부 사람들이 가격을 올리기 위해 밀가루를 사재기했기 때문에 "도덕 경제"에 위배되는 것으로 보였다. 이러한 밀가루 부족은 왕이 신하들과 그들의 식량 공급의 안보를 보장해야 한다는 원칙을 깨뜨렸다. 밀가루 전쟁은 이전 밀 가격 변동과 일치했으며, 공화력 2년의 밀 폭동을 예고했다.

## 사건

### 밀 폭동

#### 밀 생산과 관련된 폭력의 원인과 단계
1775년 봄 수확기 이전 기간 동안, 곡물 비축량은 소진되었고 새로운 수확물은 아직 도착하지 않았다. 1775년 봄, 이러한 새로운 맥락에서 기근이 발생했다. 튀르고의 칙령 이전에는 각 지역이 자체적인 부족을 겪었으므로, 일부는 진정한 기근을 겪는 반면 다른 일부는 완전히 영향을 받지 않고 안정적인 가격으로 공급되었다. 가장 큰 영향을 받은 지역의 공급을 보장하기 위해 왕실 개입이 요청되었고, 의심할 여지 없이 승인되었을 것이다. 자유화와 함께 곡물은 피해를 입지 않은 지역에서 가장 피해를 입은 지역으로 이동할 수 있게 되어, 더 많은 사람들에게 더 빠르게 영향을 미치면서 상당한 가격 상승과 전국적인 부족을 야기했다.
곡물과 빵의 가격이 갑자기 올라 가장 가난한 사람들에게는 절망적인 부담이 되었다. 시장과 기타 밀가루 배급 장소에서는 대규모 대중 불안이 뒤따랐다. "권력 찬탈자"와 "독점자"에 대한 소문이 퍼졌다. 상인들에 대한 이러한 종류의 대중적 반발은 기근 시기에 끊임없이 나타났지만, 이번에는 이례적으로 깊은 양상을 띠었다.
오랫동안, 법원의 다양한 파벌들이 튀르고에 맞서 꾸민 정치적 음모설이 설명 요인으로 제시되었지만, 역사가 조르주 뤼데는 이 주장을 일축했다.

#### 구체제 폭동의 주요 단계: 방해에서 약탈까지
17일 동안 파리 분지에서 180건의 분쟁이 보고되었으며, 장 니콜라는 123건의 개별 폭동을 기록했다. 신시아 부통은 313건의 사건을 찾아냈는데, 이는 때로는 "무정부적인 움직임"으로, 때로는 농민 반란의 예비 동작으로 해석된다. 이러한 도덕 경제의 시위는 세 가지 뚜렷한 형태를 띠었다.
- 수출 지역에서는 자발적인 노동계급의 세금 부과와 어느 정도 조직적인 약탈이 목격된다. 폭동 참가자들은 투기를 비난하며, 대농민과 지주들에게 자신들의 비축물을 시장에 "공정한 가격"으로 팔도록 강요하고, 궁극적으로는 경제 도덕성의 원칙을 회복하겠다고 주장하며 빵집과 창고를 약탈한다.
- 도시에서는 창고와 빵집 공격이 비슷한 방식으로 조직된다.
- 마지막으로, 대규모 경작지 지역의 강과 도로에 통신 채널에 장애물을 설치한다. 악의적인 의도보다는 기본적인 생존 본능에 따라, 폭동 참가자들은 특정 농업 지역의 밀이 구매력이 더 높은 다른 지역으로 운송되는 것을 방해한다.

피해자는 보통 상인이나 농민이었지만, 신시아 부통이 보여주듯이, 더 흔하게는 권력의 직접적인 대표자들이었다. 폭동은 흔히 폭리자 제분업자나 의회 고문들을 겨냥했는데, 그날 4월 18일 디종에서 그러했다. 4월 27일, 운동은 대규모 경작 평야를 강타했으며, 처음에는 서부 부르고뉴 (옛 행정 구역), 그 다음 점차적으로 보베주, 마지막으로 보스와 브리 지방을 휩쓸었다. 반란군들은 5월 2일과 3일에 베르사유궁 앞에 있었고, 군중은 파리의 빵집을 약탈했다. 루이 16세는 일부 슬로건과 풍자시가 그의 궁정을 암시했기 때문에 불안해 보였다. 파괴는 실제로는 매우 제한적이었다. 주요 목표는 밀을 운반하는 배들이었으며, 이 배들은 침몰되었다.

#### 질서 회복
질서는 두 가지 정부 조치를 통해 재확립되었다.
- 진압: 25,000명의 군대 개입, 162명 체포, 폭동 참가자 2명 교수형(28세의 가발 제작자와 16세의 그의 동료가 그레브 광장에서 본보기로 처형되었다).[11]
- 구호: 필요한 지방에 식량 공급을 조직하고, 공급 소유자에게 제품을 정해진 가격에 판매하도록 의무를 부과하여 주민들을 지원했다. 왕은 특히 성직자들의 설교를 통해 농민 대중에게 메시지를 늘렸다.

문제 해결에 5개월이 걸렸지만, 대부분의 문제는 1775년 5월 11일경에 끝났다.

### 정치적, 사회적 비판
|  | 이 문서는 수필입니다. 이 문서에는 하나 이상의 위키백과 기여자의 조언이나 의견을 담고 있습니다. 이 문서는 백과사전 항목이 아니며, 공동체의 철저한 검증을 받지 않았기 때문에 위키백과의 정책이나 지침 또한 아닙니다. 수필은 널리 공유되는 생각을 담을 수도, 소수의 관점을 담을 수도 있습니다. |

- 기근에 대한 두려움은 제3신분의 하층민에게 늘 존재하는 공포가 되었고, 가난한 사람들을 굶어 죽이려는 "기근 협약"에 대한 소문은 여전히 만연했고 쉽게 믿어졌다.[12] 식량 부족에 대한 단순한 소문은 1789년 4월 레베이옹 폭동으로 이어졌다. 인구를 굶어 죽이기 위해 밀 작물을 파괴하려는 음모에 대한 소문은 1789년 여름 대공포를 유발했다. 파리 여성들의 굶주림과 절망 또한 1789년 10월 베르사유 행진의 시초가 되었다. 그들은 한 끼 식사만이 아니라 빵이 다시 풍부하고 저렴해질 것이라는 확신을 원했다.[13]
- 정치 영역에서는 그 결과로 정부에 근본적인 변화가 생겼고 왕실 정책에도 변화가 있었다. 튀르고는 루이 16세를 대신하여 경찰 총감 장 샤를 피에르 르누아르의 사임을 요구하고 받아냈다.
- 일부 비방적인 진술은 매우 지역적인 기원이었지만, 왕 자신을 비난했다. "부르봉가의 피"에 대한 공격이 있었지만, 이러한 글들은 교양 있는 인구와 학식 있는 필치에서 비롯되었다. 카플란에게 이 사건은 왕에 대한 대중의 환멸이 커지고 있음을 나타내며, 왕과 신하들 사이의 신성한 유대가 단절되는 한 단계였다.
- 그러나 폭도들은 역사학자 E.P. 톰슨과 찰스 틸리가 밝혀낸 경제적 도덕성의 특징을 드러내면서 역설적인 본성을 보였다. 한편으로는 왕실의 가부장주의로의 회귀를 요구하고, 동시에 정부 정책에 대한 비판을 제기했다. 재산의 법칙을 따르는 논리와 도덕을 따르는 논리가 대립했다. 폭도들은 공권력에 도전하고 공정한 가격의 복원을 요구했다. 응답이 없자 자체적인 내부 질서 규칙의 관행을 수립했다: 규제 권력.
- 마지막으로, 이 폭동은 강한 규제와 감독 요구에 기반한 식량 정의와 재분배에 대한 열망의 징후였다. 빵 폭동 참가자들은 그들이 정치 권력에 대항하여 훈련받지 않았고, 권력을 찬탈하기 위해 한 것이 아니라 공동체 규율에 복종했다는 점에서 자퀘리(농민 반란)와 비교될 수 있다. 곡물 접근과 빵의 공정한 가격 책정은 보편적인 권리로 부상했다.
- 사회적 수준에서는 사회적 긴장과 사회적 양극화가 증가했음을 출처들이 보여준다. 소수의 부유한 엘리트 농민들이 점점 더 가난해지는 대다수의 농민들과 대립했다. 특정 출처에서 반란군으로 묘사된 농민들은 노르망디처럼 마을 관리들(때로는 강제로)과 본당 신부들과 동행했다.

따라서 폭동의 대상은 공동체 규율에서 자유로운 개인들이었다. 파리 분지의 농민과 대농장 소유자들, 정도는 덜하지만 도시의 부르주아지, 그리고 때로는 귀족 지주나 성직자, 그리고 카니의 농민으로 브리의 영주인 자크 피에르 드 에리쿠르와 같이 봉건 제도에서 지위를 가진 농민들이었다.
- 밀과 관련된 문제와 사회 문제는 왕국 경제의 구조적 약점을 보여주었지만, 새로운 반체제적 수사의 출현을 예고하기도 했다.

## 문화에서
장 프랑수아 파로의 역사 소설 "르 상 데 파린(Le sang des farines)" (영문판 제목: 제빵사의 피(The Baker's Blood))은 밀가루 전쟁 중 파리에서 일어난 사건들을 중심으로 한다.

## 자료
- 경찰청장 르누아르의 필사본 (1732–1785) 보관됨 2007-03-13 - 웨이백 머신

## 내용주 및 각주
1. ↑  Bourguinat, Nicolas (January 1997). 《L'État et les violences frumentaires en France sous la Restauration et la Monarchie de Juillet》. 《Ruralia》. 2014년 2월 26일에 확인함.
2. ↑  "Labyrinthe, Numéros 20 à 22", 2005, p. 58
3. ↑  Andress, David. French Society in Revolution, 1789–1799. France: Manchester University Press, 1999, pp. 16–18
4. ↑  Steven Kaplan, Jean-Philippe de Tonnac, La France et son pain: Histoire d'une passion
5. ↑  Nicolas Bourguinat, "L'État et les violences frumentaires en France sous la Restauration et la Monarchie de Juillet", Ruralia
6. 1 2 3  Andress 17
7. ↑  Bourguinat, Nicolas (January 1997). 《L'État et les violences frumentaires en France sous la Restauration et la Monarchie de Juillet》. 《Ruralia》 (프랑스어). 2014년 2월 26일에 확인함.
8. ↑  식량 가격은 매우 불안정하여, 풍작 시에는 급격히 폭락하고 그 반대의 경우도 마찬가지였다.
9. ↑  Nicolas, Jean (2008). 《La Rébellion Française, Mouvements populaires et conscience sociale (1661–1789)》. France: Folio. 253–65쪽. ISBN 978-2070359714.
10. ↑  Bouton, Cynthia (1993). 《The Flour War: Gender, Class, and Community in Late Ancient Regime French Society》. United States: Penn State University Press. ISBN 978-0-271-01055-7.
11. ↑  Vincent, Bernard (2006). 《Louis XVI》. France: Gallimard Folio Biographies. 111쪽. ISBN 9782070307494.
12. ↑  Doyle, p. 121.
13. ↑  Soboul, p. 155.

## 같이 보기
- 식량 폭동 목록

## 더 읽어보기
- Cynthia A. Bouton. The flour war: gender, class, and community in late Ancien Régime French society. Penn State Press, 1993. ISBN 027101055X, ISBN 978-0271010557
- Allan Todd. Revolutions 1789–1917.Cambridge University Press. 1998.
- Steven L. Kaplan, Le pain, le peuple, le roi : la bataille du libéralisme sous Louis XV, Paris, Perrin, 1986.
- Vladimir S. Lujblinski, La guerre des farines. Contribution à l'histoire de la lutte des classes en France, à la veille de la Révolution, Grenoble, Presses Universitaires de Grenobles, 1979.
- Louise Tilly, « La révolte frumentaire, forme de conflit politique en France », dans Annales. Économies, sociétés, civilisations, tome 27, n° 3, mai–juin 1972, pp. 731–57 (pp. 11–33).
- E. P. Thompson, Florence Gauthier, Guy-Robert Ikni, La Guerre du blé au XVIIIe siècle : la critique populaire contre le libéralisme économique au XVIIIe siècle, Montreuil, 1988.